# Hololeprus variolosus
Hololeprus variolosus là một loài bọ cánh cứng trong họ Cerambycidae.